# Burgruine Lobenstein (Thüringen)
Die Burgruine Lobenstein befindet sich auf einem Bergkegel inmitten der Altstadt von Bad Lobenstein. Da nur der rund 30 m hohe Bergfried gut erhalten und weithin sichtbar ist, wird heute meist nur vom Alten Turm gesprochen. Der Turm ist das Wahrzeichen der Stadt Bad Lobenstein und heute als Aussichtsturm begehbar.

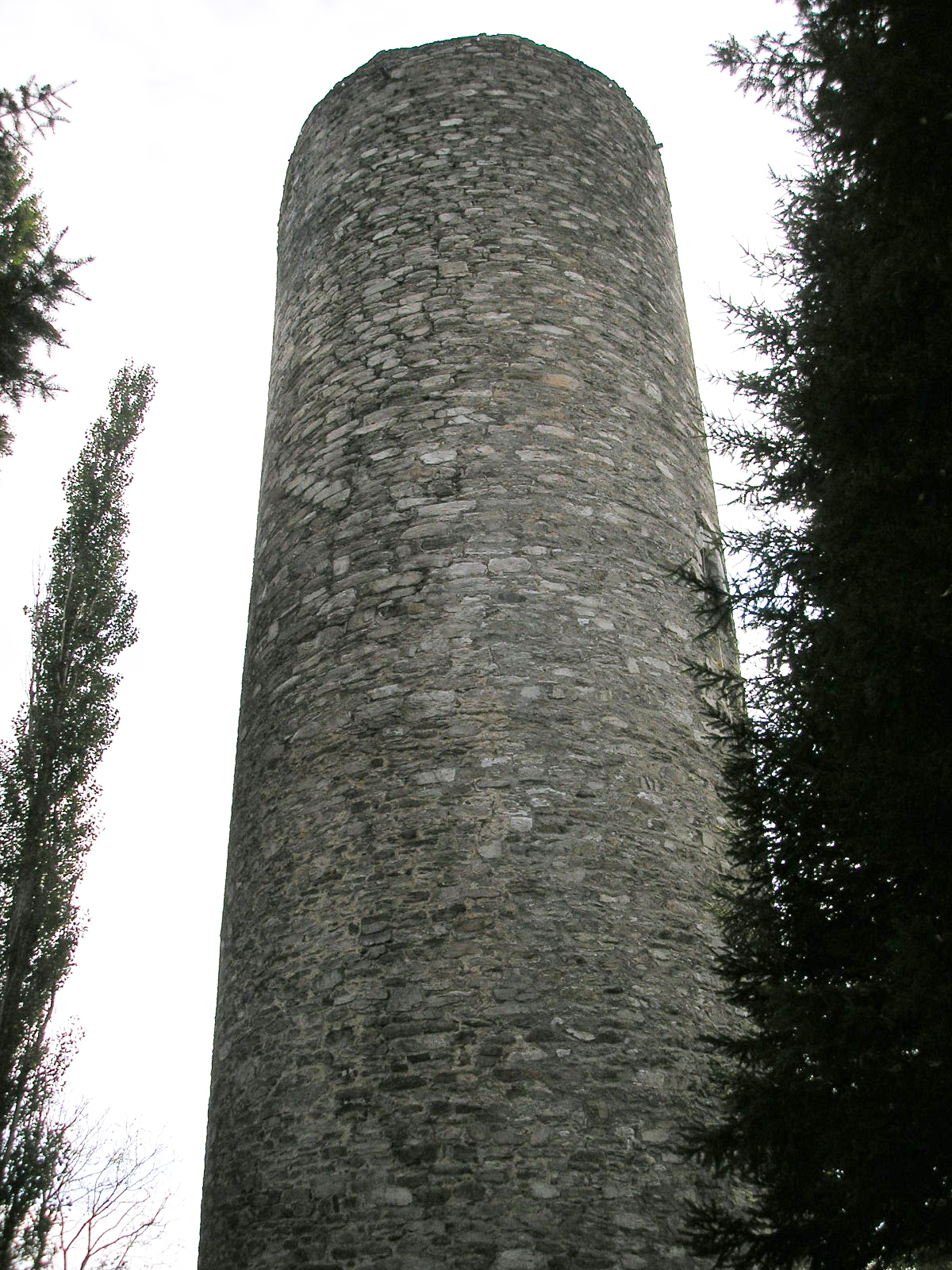
Bergfried

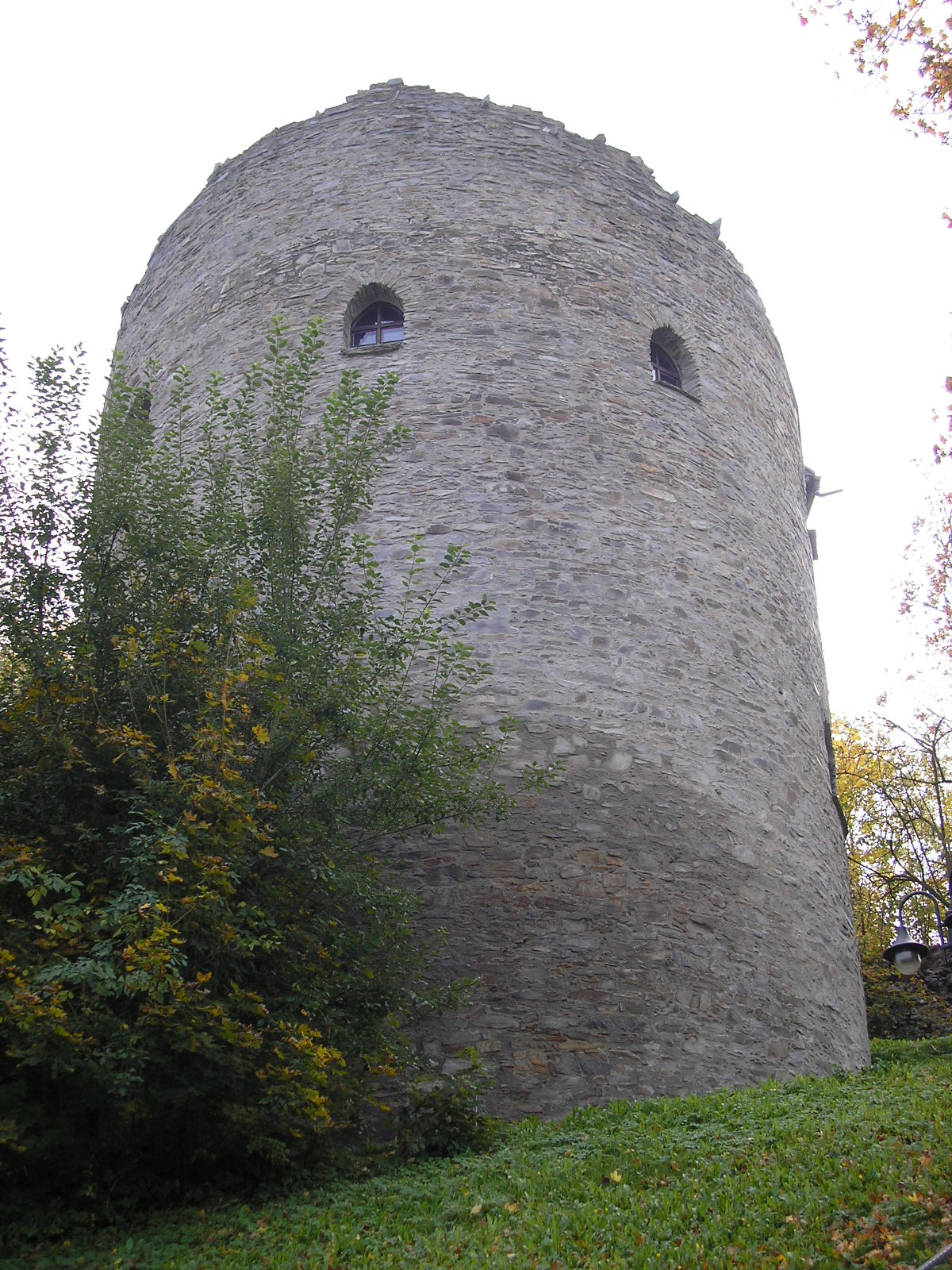
Reste des Wallturms

## Geschichte
Burg und Wehrturm wurden zwischen 950 und 1150 errichtet. In der ersten urkundlichen Erwähnung der Stadt Lobenstein ist von einem Rittersitz die Rede, der wahrscheinlich von den Herren von Lobdeburg gegründet und zur Stadt ausgebaut wurde. Bis zum Jahr 1601 diente sie den Herren der Stadt, zunächst den Vögten von Gera, später den Grafen von Reuß als Residenz. Zu dieser Zeit wurde das Alte Schloss unterhalb der Burg fertiggestellt und die Burg selbst wurde nicht mehr bewohnt.
Um 1620 benutzte Heinrich II. Posthumus die Burg als Münzstätte.
Während des Dreißigjährigen Krieges erstürmten die Schweden im Jahr 1632 die Burg. Dabei wurden bereits große Teile zerstört. Im weiteren Verlauf des Krieges setzten dann die kaiserlichen Truppen der Anlage weiter zu. Nur der rund 30 m hohe Bergfried, die Reste eines Wallturms, sowie einige Grundmauern sind erhalten geblieben. Sie wurden restauriert und können im Rahmen einer Führung besichtigt werden. Die Reste des Wallturmes wurden überdacht und bilden ein Turmzimmer.